# 암롤
암롤(Arm Roll Truck)이란 일반 쓰레기를 수거하는 데에 있어 필요한 화물칸을 가진 특장차를 가리킨다. 주로 쓰레기를 수거하는 공공기관에서 운영하는 차종도 있지만 개인이 운영하는 차종도 있다.

## 특징
일반 쓰레기를 수거하는 데에 있어 필요한 화물칸을 가진 특장차이기에 일반 쓰레기를 수거할 수가 있는 화물칸을 올렸다가 내렸다가 할 수가 있는 장비를 가지고 있다. 이 차량은 우리의 일상 생활에서 나오는 일반 쓰레기를 분리수거하는 차종이기에 주로 쓰레기를 수거하는 공공기관에서 운영하는 차종도 있지만 개인이 운영하는 차종도 있다. 개인이 운용하는 암롤인 경우에는 노란색 영업용 번호판을 장착한 차량도 있다. CNG를 연료로 하는 차종도 나오며 주로 5톤 화물차나 8톤 이상의 대형 화물차들을 특장하여 만들지만 3.5톤 화물차를 특장하는 경우도 있다.

## 같이 보기
- 특장차
- 상용차